# Cantonul Chaulnes
Cantonul Chaulnes este un canton din arondismentul Péronne, departamentul Somme, regiunea Picardia, Franța.

## Comune
| Comune                  | Populație (1999) | Cod poștal | Cod INSEE |
| ----------------------- | ---------------- | ---------- | --------- |
| Ablaincourt-Pressoir    | 227              | 80320      | 80002     |
| Assevillers             | 228              | 80200      | 80033     |
| Belloy-en-Santerre      | 167              | 80200      | 80080     |
| Berny-en-Santerre       | 153              | 80200      | 80090     |
| Chaulnes                | 1 901            | 80320      | 80186     |
| Chuignes                | 127              | 80340      | 80194     |
| Dompierre-Becquincourt  | 642              | 80980      | 80247     |
| Estrées-Deniécourt      | 245              | 80200      | 80288     |
| Fay                     | 71               | 80200      | 80304     |
| Fontaine-lès-Cappy      | 53               | 80340      | 80325     |
| Foucaucourt-en-Santerre | 223              | 80340      | 80335     |
| Framerville-Rainecourt  | 296              | 80131      | 80342     |
| Fresnes-Mazancourt      | 134              | 80320      | 80353     |
| Herleville              | 99               | 80340      | 80432     |
| Hyencourt-le-Grand      | 81               | 80320      | 80447     |
| Lihons                  | 377              | 80320      | 80481     |
| Omiécourt               | 223              | 80320      | 80608     |
| Proyart                 | 522              | 80340      | 80644     |
| Puzeaux                 | 210              | 80320      | 80647     |
| Soyécourt               | 204              | 80200      | 80741     |
| Vauvillers              | 262              | 80131      | 80781     |
| Vermandovillers         | 119              | 80320      | 80789     |